# Charles W. Milliken

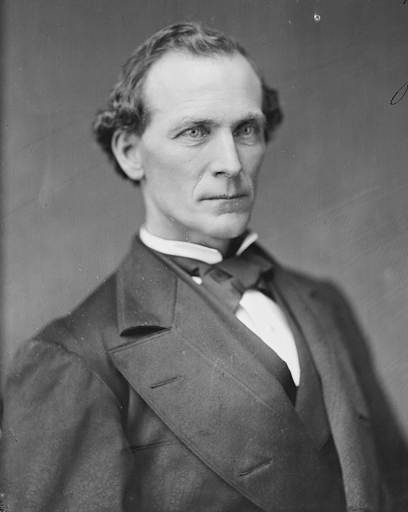
Charles W. Milliken

Charles William Milliken (* 15. August 1827 bei Murray, Kentucky; † 16. Oktober 1915 in Franklin, Kentucky) war ein US-amerikanischer Politiker. Zwischen 1873 und 1877 vertrat er den Bundesstaat Kentucky im US-Repräsentantenhaus.

## Werdegang
Bereits im Jahr 1829 kam Charles Milliken mit seinen Eltern in das Simpson County. Dort ließ sich die Familie in der Nähe der Ortschaft Franklin nieder. Charles besuchte die Schulen in seiner neuen Heimat und danach bis 1849 das Wirt College im Sumner County in Tennessee. Nach einem anschließenden Jurastudium und seiner 1850 erfolgten Zulassung als Rechtsanwalt begann er in Franklin in diesem Beruf zu arbeiten. Zwischen 1857 und 1862 war er Staatsanwalt im Simpson County; von 1867 bis 1872 übte er dieses Amt im vierten Gerichtsbezirk von Kentucky aus.
Politisch war Milliken Mitglied der Demokratischen Partei. Bei den Kongresswahlen des Jahres 1872 wurde er im dritten Wahlbezirk von Kentucky in das US-Repräsentantenhaus in Washington, D.C. gewählt, wo er am 4. März 1873 die Nachfolge von Joseph Horace Lewis antrat. Nach einer Wiederwahl im Jahr 1874 konnte er bis zum 3. März 1877 zwei Legislaturperioden im Kongress absolvieren. Ab 1875 war er Vorsitzender des Ausschusses zur Kontrolle der öffentlichen Ausgaben.
1876 verzichtete Milliken auf eine erneute Kandidatur. In der Folge praktizierte er wieder als Anwalt. Ab dem 28. September 1908 war er staatlicher Konkursverwalter im Raum von Bowling Green. Diesen Posten bekleidete er bis zu seinem Tod am 16. Oktober 1915 in Franklin.